# Mustafà IV
Mustafà IV (turc otomà: مصطفى رابع, Muṣṭafā-yi rābi‘) (8 de setembre de 1779 – 15 de novembre de 1808) va ser durant un breu període entre 1807 i 1808 soldà de l'Imperi Otomà.
Fill d'Abdul Hamid I (1774-1789), ell i el seu germà Mahmut eren els únics descendents masculins de la casa d'Osman que quedaven i, per tant, eren els hereus del seu cosí, el soldà reformista Selim III (1789 – 1807). Selim els va tractar bé i Mustafà rebia els honors de successor al tron.
Després de la revolta encapçalada pels conservadors encapçalats pel caimacan Musa Pasha i el mufti, amb els suport dels geníssers, en contra de Selim i les seves reformes, aquest fou enderrocat el 29 de maig de 1807 i Mustafà va ser nomenat soldà. Selim es va refugiar a palau, i després de jurar fidelitat a Mustafà com a nou soldà, va intentar de suïcidar-se. Mustafà va evitar-ho arrabassant-li la copa de verí que intentava beure.
L'inici del breu regnat de Mustafà va ser tumultuós: els geníssers van prendre el control d'Istanbul saquejant impunement i assassinant tothom sospitós de ser partidari de Selim. Mustafà va ordenar la dissolució del cos militar dels nizam-i djedid i Kabakdji Oghlu, cap dels Yamaks, fou nomenat comandant de les fortaleses del Bòsfor. El mufti i el caimacan van passar a exercir de facto el poder. El gran visir Çelebi Mustafa Pasha nomenat el 3 de juny de 1807 fou enviat amb l'exèrcit a Edirne. La permanent agitació dels geníssers v provocar plans fins i tit per restaurar els nizam-i djedid amb un altre nom.
Mentre passava tot això cal recordar que l'Imperi Otomà estava en guerra amb Rússia i Gran Bretanya (tot i que les converses de pau ja s'havien iniciat (el tractat de pau de Tilsit es va signar el 7 de juliol de 1807) i l'aliat de Turquia, França, havia negociat un armistici amb Rússia a Slobosia (prop de Giurgewo) que preveia la retirada dels principats danubians, si bé Rússia demorava el seu compliment.
El desembre del 1807 Musa Pasha fou destituït com a caimacan després de desacords amb el mufti i el va substituir Tayyar pasha. Aquest no va trigar a ser deposat i es va refugiar amb el cap militar Bayrakdar Mustafa Pasha (també Alemdar Mustafa Pasha), un simpatitzant de les reformes, destacat a les fronteres del Danubi i que residia a Rusčuk (Rushuk). Llavors aquest va començar a planejar una acció contra el govern. Es va dirigir a Edirne on es va unir a les forces del gran visir (juny de 1808) i el juliol van arribar a les portes de Constantinoble. El sultà va acceptar les seves condicions el 23 de juliol que eren apartar al partit conservador del poder i eliminar el cos militar del Yamaks. El 28 de juliol el general Bayrakdar va retirar al gran visir el segell i va començar a actuar pel seu compte exercint com a gran visir des del dia 29 i es va presentar al palau on el sultà s'havia absentat unes hores per una excursió i va retornar furiós. Per tal d'assegurar el seu lloc com a soldà, Mustafà va ordenar que assassinessin a Selim i al seu germà Mahmut. Selim va morir a mans dels eunucs, però Mahmut va poder amagar-se a temps. Quan els rebels el van fer presoner, Mahmut sortí del seu amagatall i va ser nomenat soldà en el lloc del seu germà.
Mustafà va quedar presoner fins que fou executat per orde de Mahmut el 15 de novembre de 1808 durant la revolta general contra el règim. Fou enterrat a la turbe del seu pare.